# Hermann Baldin
Hermann Baldin (* 10. April 1877 in Aarwangen; † 6. Juli 1953 in Zürich; heimatberechtigt in Steckborn) war ein Schweizer Bildhauer, Plastiker und Zeichner.

## Leben und Werk

Büste Adolf Krämers (1913)

Hermann Baldin absolvierte seine Schuljahre in Zürich, Trogen und in der Herrnhuter Gemeinde Königsfeld im badischen Schwarzwald. Ab Winter 1893/1894 besuchte er die Kunstgewerbeschule Zürich und studierte 1896 an der Königlichen Akademie der Künste bei Gerhard Janensch. 1897 begab er sich auf eine Studienreise nach Florenz, wo zahlreiche Zeichnungen entstanden. In Zürich unterrichtete er später an Luise Stadlers «Kunst- und Kunstgewerbeschule für Damen».
Baldin erhielt im September 1899 den Auftrag, für die Kuppelhalle des Bundeshauses eine Skulpturengruppe zu schaffen. Nachdem die Jury den ersten plastischen Entwurf der Drei Eidgenossen kritisiert hatte, wies sie auch das zweite Modell, das im Dezember 1901 in der Kuppelhalle ausgestellt wurde, als unzureichend zurück. Sie bemängelte insbesondere die Proportionen und anatomische Ungenauigkeiten. Baldin erhielt die Anweisung, nun ein Modell mit vollständig nackten Figuren zu schaffen. Als auch dieses nicht die Zustimmung der Jury fand, wurde der Vertrag mit Baldin am 26. Juni 1902 aufgelöst.
Baldin schuf zahlreiche Kleinplastiken und Zeichnungen, die oft an Karikaturen gemahnen. Emma Sulzer-Forrer war eine Schülerin von Baldin.